# Lychas flavimanus
Espèce
Synonymes
- Isometrus flavimanus Thorell, 1888

Lychas flavimanus est une espèce de scorpions de la famille des Buthidae.

## Distribution
Cette espèce se rencontre en Indonésie au Kalimantan et à Sumatra et en Malaisie au Sarawak.

## Description
Le mâle holotype mesure 33 mm.
La femelle mesure 42 mm.

## Systématique et taxinomie
Cette espèce a été décrite sous le protonyme Isometrus flavimanus par Thorell en 1888. Elle est placée dans le genre Archisometrus par Kraepelin en 1891 puis dans le genre Lychas par Pocock en 1900.

## Publication originale
- Thorell, 1888 : « Pedipalpi e scorpioni dell'Archipelago malesi conservati nel Museo Civico di Storia Naturale di Genova. » Annali del Museo civico di storia naturale di Genova, sér. 2, vol. 6, no 26, p. 327-428 (texte intégral).